# Silakala
Silakala (Ambasamanera Silaka) fou rei d'Anuradhapura (Sri Lanka) del 525 al 529. Antic fidel de Moggallana I al que va acompanyar en la seva fugida a l'Índia al pujar al poder Kassapa, i allí es va fer monjo. Va retornar a Ceilan amb una relíquia de Buda (un cabell) i va rebre diversos honors. Fou porta espases de Moggallana I que li va donar una germana com esposa. Vers el 525 quan Upatissa II va matar a Siva II, el nou rei el va nomenar comandant en cap de l'exèrcit esperant el seu suport, i li va donar una filla com esposa, però Silakala ja havia decidit que volia el tron per a si mateix i es va dirigir al sud amb els que li eren lleials i allí va aixecar un exèrcit i per vuit vegades va assaltar Anuradhapura sense èxit a causa de la valenta defensa de la ciutat que va fer el fill de Upatissa II, Kassapa. Finalment en el novè assalt Anuradhapura va ser ocupada i Upatissa II i el seu fill Kassapa amb els seus lleials van fugir al sud però foren atrapats i morts pels lleials a Silakala.
Després d'això fou un governant humanitari que va augmentar els subsidis als hospitals construïts per diversos reis com Gamani, Budadasa i Dathusena i va fer diversos actes de mèrit al final del seu regnat.
Al dotzè any del seu regnat un mercader singalès va visitar Benarés i va retornar amb un llibre sagrat (el Dhamma Dhatu) que fou presentat al rei. Aquest, tot i ignorar el seu contingut, el va tractar amb el màxim respecte i reverència i el va portar a un edifici proper al palau on anualment era portat al Jetavanarama i se celebrava un festival en el seu honor.
Silakala tenia tres fills, Moggallana, Dathapabhuti i Upatissa, als quals va associar al govern del regne. La part oriental del regne fou administrada pel fill gran Moggallana; el segon Dathapabhuti va rebre la part sud del regne i la protecció de la costa marítima; i el jove (i favorit) es va quedar a la cort amb el pare Silakala va morir després de tretze anys de regnat. Dathapabhutti es va presentar a la capital i es va proclamar rei, fent matar el seu germà Upatissa.